# Sanjay and Craig
Sanjay and Craig è una serie televisiva animata statunitense del 2013, creata da Jim Dirschberger, Jay Howell e Andreas Trolf
La serie è stata trasmessa per la prima volta negli Stati Uniti su Nickelodeon dal 25 maggio 2013 al 29 luglio 2016. Un adattamento italiano è stato trasmesso su Nickelodeon dal 3 febbraio 2014.

## Trama
Sanjay e Craig sono due migliori amici. Sanjay ha preso Craig in un negozio di animali (come dice nella sigla). Solo alcuni amici di Sanjay sanno che Craig sa parlare: infatti, tutti cercano di nascondere questo segreto, però il vicino di casa, Leslie Noodman ha sospetti sul serpente, dato che li odia.

## Personaggi

### Principali
- Sanjay Patel: è il protagonista della serie. È un ragazzino di 12 anni, furbo ma poco intelligente. Ha come amico un serpente parlante di nome Craig. A differenza del serpente odia la pizza. Ha un secondo nome imbarazzante che dice solo a Craig per salvargli la vita in "un nome imbarazzante". Nell'episodio "la piscina fantasma" cercherà di dimostrare a Belle che non è un bambino. Doppiato da Alex Polidori
- Craig: è un serpente parlante, migliore amico di Sanjay. Ama mangiare pizza e pollo. Come si vede in molti episodi, per aiutare Sanjay nelle situazioni difficili, spesso perde completamente la sua identità, credendo di essere un umano e dimenticandosi di essere un serpente ma alla fine, con l'aiuto di Sanjay, ritorna sé stesso. È il re dei travestimenti. Doppiato da Nanni Baldini
- Vijay Patel: è il padre di Sanjay, lavora in negozio di articoli elettronici ed è un gran ballerino sin da quando era ragazzo, come si nota nell'episodio Party Bot. Doppiato da Luciano Marchitiello.
- Darlene Patel: è la madre di Sanjay e lavora in un ospedale. È quasi del tutto somigliante al figlio. È agile e coraggiosa ma la cosa che teme di più è il buio. Nell'episodio "su le chiappe" si scopre che era la vera padrona di Lady Bisottina che poi la perse in una partita a "su le chiappe"con Noodman. Ha il kit "ragazze glamur " che le sarà rubato da Sanjay e Craig. Doppiata da Daniela Abbruzzese.
- Hector Flanagan: è il migliore amico di Sanjay e Craig. Porta sempre una benda sull'occhio sinistro, perché ha l'occhio pigro ed è in sovrappeso. È abituato a volte alla sporcizia e al luridume (e per questo non vomita quasi mai, anche se nell'episodio "Irriducibile" Sanjay e Craig riescono a farlo vomitare facendogli vedere il suo sedere) ed ha delle lontane origini spagnole, come si nota in alcuni episodi. Hector ha una cotta per Megan. In "il boss della salsa piccante" lavora per il Frycade in cambio di un abbraccio da Belle. Doppiato da Simone Crisari.
- Belle Pepper: è la cameriera del Frycade ed è un'adolescente dolce e intelligente. Sanjay ha una cotta per lei. Doppiata da Monica Volpe.
- Megan Sparkles: è la migliore amica di Sanjay e Craig. È molto intelligente ed abile a vincere spesso concorsi di ogni tipo. Megan ha una cotta per Sanjay. Doppiata da Ughetta d'Onorascenzo.
- Leslie Noodman: vicino di casa di Sanjay e Craig, a volte isterico e cattivo. Ha un gatto di nome Lady Biscottina (Lady Butterscotch nell'originale) e il suo cibo preferito sono i mirtilli. Odia profondamente i serpenti sin da quando era piccolo, per via di alcuni scherzi che gli faceva suo padre. È il "maestro chiappa" cioè il maestro del gioco "su le chiappe". Doppiato da Riccardo Scarafoni.
- Remington Tufflips: È il più grande attore di film d'azione del mondo, nonché l'idolo di Sanjay e Craig. Questi ultimi hanno sempre creduto che Tufflips vivesse una vita spericolta e travagliata, invece è un gran fannullone. Doppiato da Gianluca Solombrino.
- Crost Dickson: È un membro della famiglia Dickson, è sempre stato uno di poche parole ed è il chitarrista della band formata da tutti i suoi i fratelli. Doppiato da Dodo Versino.
- Baby Richard Dickson: È il più piccolo della famiglia, non parla mai, ha sempre il pannolino puzzolente e suona la batteria. Doppiato da Luca Giliberto.
- Sandy Dickson: È la sorella di Crost e Baby Richard, è l'unica della famiglia che parla ed è molto maleducata come i suoi fratelli. Grazie al suo modo di fare e il suo talento musicale, i Dickson sono i ragazzi più gettonati del quartiere ed è per questo che Sanjay e Craig hanno sempre voluto essere loro amici, senza mai esserci riusciti. Doppiata da Monica Bertolotti.
- Tyson: È un adolescente amico di Belle che cerca sempre di mettere in ridicolo Sanjay, anche se nell'episodio Nudo Al Lago ci riuscirà quest'ultimo trovando uno stratagemma per fargli togliere il costume da bagno in pubblico. Proprio in questo episodio si nota che Tyson è britannico, e si intuisce dal fatto che aveva realizzato una grande statua di sabbia raffigurante la regina d'Inghilterra e indossava un costume con la bandiera britannica. Doppiato da Paolo Vivio.
- Penny Pepper: È il padre di Belle, nonché proprietario e cuoco del Frycade. Gli mancano le mani, infatti porta due uncini. Doppiato da Alan Bianchi.
- Chuck Pollo: Amico di Sanjay, Hector e Megan. Nel cartone viene sempre ritratto come uno sconfitto, infatti in quasi tutti gli episodi in cui compaiono i suoi record storici vengono sempre battuti da qualcun altro. Sembra che frequenti molto spesso il Frycade. Il suo vero nome è "pollo", infatti la sua famiglia è formata da polli. Doppiato da Guido Di Naccio.

### Secondari
- Debbie Jo Sparkles: È la madre di Megan. È molto in sovrappeso e non si sa nulla di suo marito.
- Mr. Noodman: È il padre di Noodman. Da come si può vedere in alcuni episodi, adorava fare scherzi al figlio Leslie, quando lui era piccolo. Per questo Leslie lo ha sempre temuto.
- Nonna Flanagan: È la nonna di Hector, coinquilina di suo nipote. È piena di rughe e adora abbracciare le persone.
- Mr. Flanagan: È il padre di Hector che, come il resto della sua famiglia, si comporta a volte in modo disgustoso. Come il figlio adora mangiare ed è in sovrappeso.
- Mrs. Flanagan: La madre di Hector. Sembra giovane ed è affezionata al suo cane Guanciotte Dolci (Sweet Cheeks nell'originale). A differenza del figlio e del marito non è in sovrappeso.
- Larry il fattore: È un contadino amico di Sanjay. Coltiva solo mirtilli ed è il proprietario dei cento cani che in passato appartenevano a Sanjay.
- Il coniglio braccioso: si tratta di una persona travestita da coniglio rosa che balla e intrattiene i passanti. Non si sa quale sia la sua vera identità.
- Maximum "Max D" Dennis: è un famoso giocatore di videogiochi. Sanjay e Craig una volta si sono uniti camuffandosi da lui per vendicarsi di Tyson. In realtà si è sempre trattato di due persone che vivono sempre attaccati.
- Partybot: si tratta di un robot costruito dal padre di Sanjay quando era giovane. Tuttavia Partybot gli abbassò i pantaloni in pubblico e perciò lo tiene nascosto nella cantina del suo negozio, anche se Sanjay e Craig nell'episodio Partybot lo usano di nascosto per andare a una festa dai Dickson, finendo per cadere nella loro piscina.
- Big G: è un enorme gorilla gonfiabile che Sanjay e Craig trovarono nella discarica e ci si affezionarono subito. A causa di un litigio con i Dickson, che volevano rubarlo, Big G si bucò e quindi si sgonfiò.
- Corkytha: si tratta di una bolla di gas che Sanjay sviluppò nella pancia a causa delle alette di pollo e che lui e Craig hanno trattato come un bambino. Il suo nome è l'incrocio di "Corky" e "Tabitha". Nella fine dell'episodio Baby puzzetta Noodman la fece esplodere.
- Marc Summers: fondatore realmente esistente del game-show Double Dare, si tratta di sé stesso riprodotto a cartoni nell'episodio Tripla sfida insieme al presentatore John Harvey.
- John Harvey: il presentatore realmente esistente di Double Dare fondato da Marc Summers, è la versione a cartoni di sé stesso. Appare insieme a Marc Summers nell'episodio Tripla sfida.
- Booger Johnson: Il gerbillo di Megan, a cui ella è affezionata.
- Elmer "Raska" Ritz: Meglio conosciuto come "Raska", è una famosa persona che si diverte a burlarsi della gente pubblicando i video dei suoi scherzi su Internet.
- Munchie: È una rivale della nonna di Hector. Possiede un negozio di dolciumi ed è l'unica persona ad avere l'antidoto per le caramelle "Flip Flopas".
- Ronny: è il fratello di Craig. È un serpente che finge di essere un umano e cercherà di separare Craig da Sanjay ma alla fine si toglie i vestiti da umano e torna al negozio di animali. Appare in Fratelli serpenti.
- Chill Bill: È un suonatore di basso sempre rilassato, pigro e mai preoccupato. Vive in un vecchio negozio sepolto.
- Sandy: è una ragazzina che ruba la palla da tennis a Sanjay e i suoi amici per essere ammessa a un club. Sanjay e Craig cercheranno di aiutarla senza successo. Ha un piccolo uccellino. Appare per la prima volta in "su le chiappe".

## Episodi
| Stagione         | Episodi | Prima TV USA | Prima TV Italia |
| ---------------- | ------- | ------------ | --------------- |
| Prima stagione   | 16      | 2013-2014    | 2014            |
| Seconda stagione | 22      | 2014-2015    | 2015            |
| Terza stagione   | 22      | 2015-2016    | 2016            |

## Doppiatori italiani
- Sanjay Patel: Alex Polidori
- Craig Slithers: Nanni Baldini
- Vijay Patel: Luciano Marchitiello
- Darlene Patel: Daniela Abbruzzese
- Hector Flanagan: Simone Crisari
- Belle Pepper: Monica Volpe
- Megan Sparkles: Ughetta d'Onorascenzo
- Leslie Noodman: Riccardo Scarafoni
- Sandy Dickson: Monica Bertolotti
- Crost Dickson: Dodo Versino
- Baby Richard Dickson: Luca Giliberto
- Remington Tufflips: Gianluca Solombrino
- Tyson: Paolo Vivio
- Penny Pepper: Alan Bianchi
- Chuck Pollo: Guido Di Naccio
- Larry il fattore: Antonio Angrisano
- Uomo della legge: Antonio Angrisano

## DVD
| Titolo originale                            | Titolo italiano                            | Dischi | Episodi | Distribuzione USA | Distribuzione Italia | Note                             |
| ------------------------------------------- | ------------------------------------------ | ------ | ------- | ----------------- | -------------------- | -------------------------------- |
| Sanjay and Craig: The Complete First Season | Sanjay e Craig: La Prima Stagione Completa | 3      | 20      |                   |                      | Versione integrale non censurata |